# トランペットスピーカー

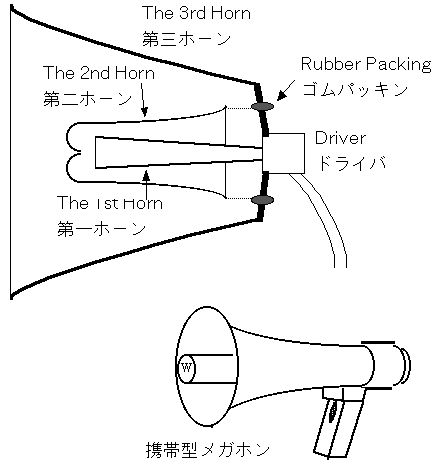
イラスト：トランペットスピーカーの構造

トランペットスピーカーは、パブリック・アドレス（PA）に広く用いられるスピーカーの一種である。フォールデッド（折り返し型）ホーンスピーカーの一種であるが、イラスト上部に示すように、二回折り返してある。人間の声の帯域（数百から数kHz）で特に放射効率が良くなるように設計されており、小型である割に効率良くメッセージを伝達できる一方、キンキンと響く独特の音質を持つ。マイク、アンプと一体にして、イラスト下部に示すような携帯型メガホンとしても用いられる。
構造上ドライバのダイアフラム（振動板）には直接触れることができず、自ずと防滴性を持っているため、他のスピーカーに比して屋外の使用に適している。しかし、前述の音質が嫌われたことから、1990年代以降鉄道駅ではコーン式スピーカーに置き換えられ、姿を消したところが多い。

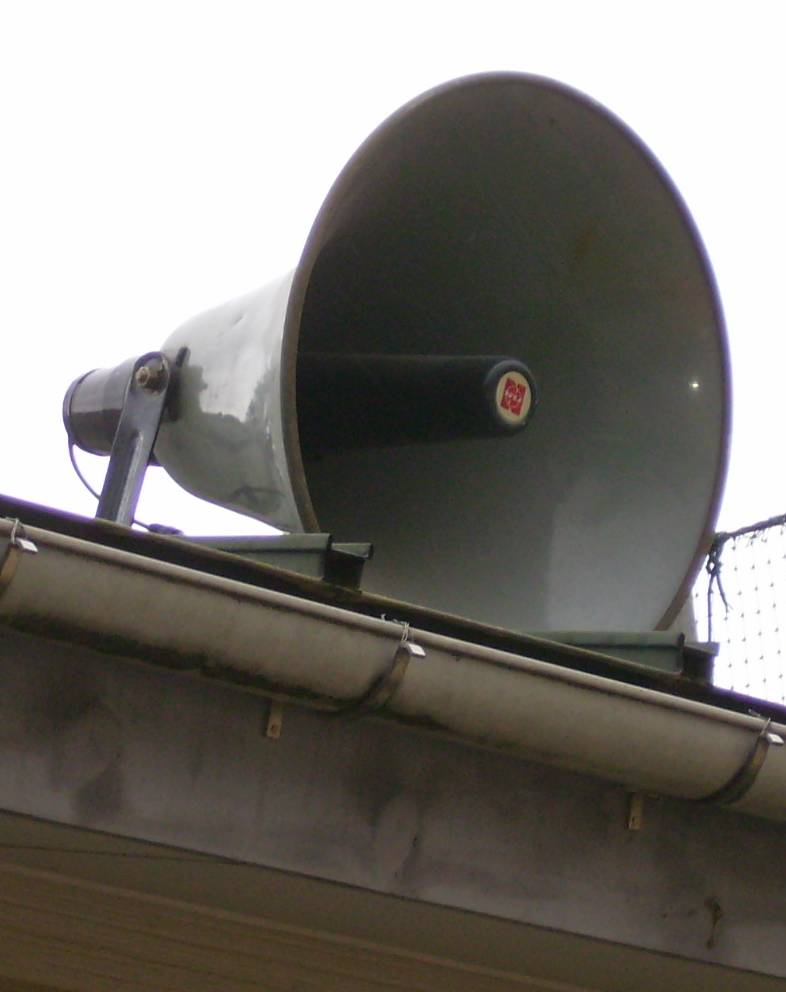
屋上に設置されたトランペットスピーカー